# Ronde van Italië 2019/Negende etappe
De negende etappe van de Ronde van Italië 2019 was een tijdrit over 34,8 kilometer tussen Riccione en San Marino. De strijd ging uiteindelijk tussen Europees kampioen tijdrijden Victor Campenaerts en de klassementsrenner Primož Roglič. Laatstgenoemde won uiteindelijk met 11 seconden verschil. Campenaerts moest echter van fiets wisselen, waardoor hij genoegen moest nemen met de tweede plek. Valerio Conti behield de leiding in het algemeen klassement. 
| Riccione – San Marino (34,8 km) |                    |                             |        |
| Plaats                          | Naam               | Ploeg                       | Tijd   |
| 1                               | Primož Roglič      | Team Jumbo-Visma            | 51'52" |
| 2                               | Victor Campenaerts | Lotto Soudal                | + 11"  |
| 3                               | Bauke Mollema      | Trek-Segafredo              | +1'00" |
| 4                               | Vincenzo Nibali    | Bahrain-Merida              | +1'05" |
| 5                               | Tanel Kangert      | EF Education First          | +1'10" |
| 6                               | Chad Haga          | Team Sunweb                 | +1'14" |
| 7                               | Bob Jungels        | Deceuninck–Quick-Step       | +1'16" |
| 8                               | Hugh Carthy        | EF Education First          | +1'30" |
| 9                               | Peio Bilbao        | Astana Pro Team             | +1'43" |
| 10                              | Mattia Cattaneo    | Androni Giocattoli-Sidermec | +1'52" |

| Algemeen klassement |                    |                             |           |
| Plaats              | Naam               | Ploeg                       | Tijd      |
| Roze trui           | Valerio Conti      | UAE Team Emirates           | 36u08'32" |
| 2                   | Primož Roglič      | Team Jumbo-Visma            | + 1'50"   |
| 3                   | Nans Peters        | AG2R La Mondiale            | + 2'21"   |
| 4                   | José Joaquín Rojas | Movistar Team               | + 2'33"   |
| 5                   | Fausto Masnada     | Androni Giocattoli-Sidermec | + 2'36"   |
| 6                   | Andrey Amador      | Movistar Team               | + 2'39"   |
| 7                   | Amaro Antunes      | CCC Team                    | + 3'05"   |
| 8                   | Valentin Madouas   | Groupama-FDJ                | + 3'27"   |
| 9                   | Giovanni Carboni   | Bardiani-CSF                | + 3'30"   |
| 10                  | Peio Bilbao        | Astana Pro Team             | + 3'32"   |
|                     |                    |                             |           |
| 12                  | Bauke Mollema      | Trek-Segafredo              | + 3'45"   |
| 13                  | Pieter Serry       | Deceuninck–Quick-Step       | + 3'47"   |

1e etappe ·
2e etappe ·
3e etappe ·
4e etappe ·
5e etappe ·
6e etappe ·
7e etappe ·
8e etappe ·
9e etappe ·
10e etappe ·
11e etappe ·
12e etappe ·
13e etappe ·
14e etappe ·
15e etappe ·
16e etappe ·
17e etappe ·
18e etappe ·
19e etappe ·
20e etappe ·
21e etappe
Startlijst · Eindstanden · Afbeeldingen